# Gen IGHV3-21
El gen IGHV3-21 Immunoglobulin heavy variable locus, de Homo sapiens ubicado en el locus IGH del cromosoma 14, el cual codifica para la creación de un polipéptido que formará parte de una de las dos cadenas pesadas, dentro de la estructura de las inmunoglobulinas.

## Función
Se encuentra en uno o más sitios de las inmunoglobulinas, permitiéndoles unirse a un antígeno por medio de interacciones específicas y no covalentes.
Dichas interacciones ocurren en el sitio de unión con el antígeno formado por el dominio variable (V) de una cadena pesada (asociada a su correspondiente cadena ligera). 

Esquema de una molécula de anticuerpo Ig mostrando las dos cadenas pesadas (en azul). Se muestran los dominios constante (C) y variable (V).

Estos dominios variables (V) son estructurados en un proceso llamado rearreglo V-(D)-J, los cuales son particularmente sensibles a diversas mutaciones.

## Relevancia clínica
Está asociado a la Leucemia linfática crónica (LLC), siendo considerado "una entidad de pronóstico adverso adicional, independiente del estado mutacional" de IGHV.
Para el diagnóstico de la leucemia linfática crónica se utilizan marcadores celulares como la identificación de linfocitosis (de más de 5 x 10^9/L en sangre periférica y que contengan una baja cantidad de prolinfocitos, durante al menos tres meses) y marcadores moleculares como el estado mutacional de IGHV. Los genes de IGHV pueden estar mutados (mIGHV) o no mutados (nmIGHV), teniendo los primeros un porcentaje de mutación mayor al 2% y los segundos de menos de 2%.
Este estado mutacional es considerado uno de los factores pronóstico en la LLC y es adquirido durante la diferenciación de los linfocitos B, los cuales pueden formar nmIGHV o mIGHV. NmIGHV deriva de linfocitos "inocentes" (no han sido expuestos a algún antígeno previamente) y mIGHV de linfocitos de memoria (que han sido expuestos a un antígeno previamente). 
En general los pacientes con nmIGHV tienen menor índice de supervivencia a comparación de aquellos con mIGHV, con excepción en los casos de rearreglos específicos como IGHV3-21 (o IGHV3-72), los cuales son independientes del grado de mutación de la inmunoglobulina.

## Historia
El estudio de los genes de IGHV, en particular de IGHV3-21, se remonta hasta los años 90’s con los estudios realizados por grupos pioneros que buscaban comprender y caracterizar los factores genéticos que derivaban en la leucemia linfática crónica.
En 1999 los grupos de Hamblin, Stevenson y Chiorazzi, de manera independiente, demostraron que el grado de mutación de los genes de IGHV se relacionaba directamente con el grado de afección que sufrían los pacientes con leucemia linfática crónica, siendo menor en los estados con mayor mutación a comparación de aquellos con menor grado de mutación, los cuales se veían más afectados.
Posteriormente el grupo de Rosenquist reportó que en el caso de IGHV3-21, independientemente del grado de mutación que presentara, representaba un factor de pronóstico adverso.
| Relacionados | Ligas                                         |
| ------------ | --------------------------------------------- |
| UniProtKB    | A0A0B4J1V1 (HV321_HUMAN)                      |
| Entrez Gene  | Gene ID: 28444                                |
| Ensembl      | Gene: IGHV3-21 ENSG00000211947                |
| Pubmed       | IGHV3-21                                      |
| GeneCards    | IGHV3-21 Gene                                 |
| WikiGenes    | IGHV3-21 - immunoglobulin heavy variable 3-21 |